# Capa (información geográfica)

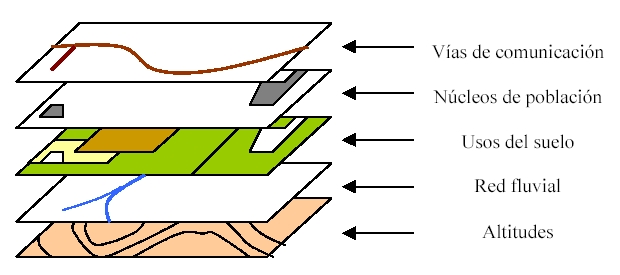
Capas de información geográfica temática.

Capa de información geográfica, simplemente capa en los entornos de los Sistemas de Información Geográfica, también layer por el término inglés ampliamente usado en las aplicaciones SIG o cartográficas digitales, es un fichero, o parte de un fichero, que contiene información espacial de una sola variable, pudiendo contener información espacial y temática.
La codificación y almacenamiento de la información espacial se estructura en archivos de formato de tipo vectorial y raster, siendo, en todo caso, un tipo de geometría consistente; es decir, punto, línea, polígono, redes irregulares trianguladas (TIN), raster, etcétera, que no entre en conflicto entre sí.

## Organización
Las capas son un método de organización de la información espacial al poder agruparlas según las características de las mismas, siendo una opción, dentro de las muchas posibles,  su agrupamiento por temas, por ejemplo, pozos, carreteras, suelos, elevaciones, etcétera.
Este agrupamiento permite la definición de temas, como agrupación de capas relacionadas en términos de su naturaleza y propósito, como un tema de transporte, porque se utilizan para algunos tipos específicos de gestión de datos, como el análisis de la red y la búsqueda de rutas.
La agrupación permite una mejor integración y gestión en una base de datos espaciales, soporte fundamental de datos SIG., aun cuando se ha de entender que los términos capa y tema, utilizados a menudo de modo casi indistinto, tienen significados diferentes en algunas aplicaciones de software y en algunas disciplinas específicas.

## Superposición
Las capas se superponen en razón de su georreferenciación, de modo que cada ubicación en una capa se ajusta con precisión a sus correspondientes en todas las demás capas, lo que permite entender mejor las relaciones entre las características geográficas de interés y sus atributos.
La superposición puede ser visual o analítica, permitiendo la superposición visual que las capas se muestren una encima de otra en una vista de mapa, lo que permite al usuario visualizar la información de forma selectiva y colectiva, pudiendo activar y desactivar las capas de interés generándose, así, un tipo de mapa interactivo.
La superposición analítica permite relacionar punto en polígono, línea en polígono, y la superposición polígono sobre polígono, utilizando operaciones SIG que analizan las relaciones espaciales entre capas y hacerlas explícitas en tablas de atributo. La capa resultante contiene los datos de las capas de entrada, según las características seleccionadas. Como ejemplo, los pozos en una capa de puntos podrían superponerse analíticamente con los polígonos en una capa de suelo para añadir las características del suelo a los atributos del punto, del pozo, resultando la superposición analítica un proceso que se encuadra en la denominada álgebra de mapas.